# 메이슨 구딩
메이슨 구딩(영어: Mason Gooding, 1996년 11월 14일 ~ )은 미국의 배우이다. 

## 출연 작품

### 영화
- 북스마트 (2019)
- 렛 잇 스노우 (2019)
- 스크림 (2022)
- 다시 내게로 (2022)
- 문샷 (2022, Moonshot)
- 폴: 600미터 (2022)
- 스크림 6 (2023)

### 텔레비전
- Spring Street (2017)
- 볼러스 (2018)
- 굿 닥터 (2018)
- Everything's Gonna Be Okay (2020)
- 스타트렉: 피카드 (2020)
- 러브, 빅터 (2020-22)
- 내가 그를 만났을 때 (2022)